# 海尼希山前贝尔卡
海尼希山前贝尔卡（德語：Berka vor dem Hainich，官方拼写为 或 ，發音：[ˈbɛʁka foːɐ̯ deːm ˈhaɪnɪç]）是德国图林根州瓦特堡县的市镇，面积14.91平方千米，2023年12月31日人口为696人。